# Вольная борьба на летних Олимпийских играх 1932 — до 79 кг
Соревнования по вольной борьбе в рамках Олимпийских игр 1932 года в среднем весе (до 79 килограммов) прошли в Лос-Анджелесе с 1 по 3 августа 1932 года в Grand Olympic Auditorium.
Турнир проводился по системе с начислением штрафных баллов. За чистую победу штрафные баллы не начислялись, за победу по очкам борец получал один штрафной балл, за поражение — три штрафных балла. Борец, набравший пять штрафных баллов, из турнира выбывал. Тот круг, в котором число оставшихся борцов становилось меньше или равно количеству призовых мест, объявлялся финальным, и борцы, вышедшие в финал, проводили встречи между собой. В случае, если они уже встречались в предварительных встречах, такие результаты зачитывались. Схватка по регламенту турнира продолжалась 15 минут.
В среднем весе боролись 7 участников. Безусловным фаворитом соревнований был швед Ивар Юханссон, чемпион Европы 1931 года — с этого чемпионата он не проиграл на международной арене ни одного турнира вплоть до окончания карьеры в 1939 году.  И его поражение в первой же встрече от финна Кюёсти Луукко стало большой неожиданностью. Юханссон, чтобы сохранить шансы на победу, должен был выигрывать все последующие встречи чисто, но и при этом, всё зависело от дальнейшего выступления Луукко. И финский борец оступился в третьем круге, чисто проиграв американцу Бобу Хессу. Тем не менее, неопределённость сохранялась и в финале. В первой встрече Луукко чисто выиграл у венгра Йожефа Туньоги, и всё зависело от финальной встречи Юханссона и Хесса. Любая победа Хесса приносила ему «золото» и отправляла Луукко на второе место, а за третье место должна была быть проведена ещё встреча между Юханссоном и Туньоги. Чистая победа Юханссона также отправляла Луукко на второе место, а на третьем утверждался Туньоги. Победа Юханссона по очкам приносила «золото» Луукко, «серебро» Юханссону и «бронзу» Туньоги.
Хесс смог продержаться против Юханссона чуть больше двух минут, и шведский борец стал чемпионом Олимпийских игр. Через несколько дней Юханссон, сбросив вес, завоюет ещё одно «золото» этих игр, но уже в греко-римской борьбе.

## Призовые места
- Ивар Юханссон
- Кюёсти Луукко
- Йожефа Туньоги

## Первый круг
| Штрафных баллов | Участник 1     | Результат   | Участник 2      | Штрафных баллов |
| --------------- | -------------- | ----------- | --------------- | --------------- |
| 1               | Йожеф Туньоги  | По очкам    | Эмиль Пуальве   | 3               |
| 0               | Сумиюки Котани | Туше (3:19) | Дональд Стоктон | 3               |
| 1               | Кюёсти Луукко  | По очкам    | Ивар Юханссон   | 3               |
| 0               | Боб Хесс       | Пропускал   |                 |                 |

## Второй круг
| Штрафных баллов | Участник 1    | Результат   | Участник 2      | Штрафных баллов |
| --------------- | ------------- | ----------- | --------------- | --------------- |
| 2               | Йожеф Туньоги | По очкам    | Боб Хесс        | 3               |
| 3               | Эмиль Пуальве | Туше (4:22) | Дональд Стоктон | 6               |
| 3               | Ивар Юханссон | Туше (4:22) | Сумиюки Котани  | 3               |
| 1               | Кюёсти Луукко | Пропускал   |                 |                 |

## Третий круг
| Штрафных баллов | Участник 1    | Результат    | Участник 2     | Штрафных баллов |
| --------------- | ------------- | ------------ | -------------- | --------------- |
| 3               | Боб Хесс      | Туше (5:03)  | Кюёсти Луукко  | 4               |
| 3               | Йожеф Туньоги | По очкам     | Сумиюки Котани | 6               |
| 3               | Ивар Юханссон | Туше (12:50) | Эмиль Пуальве  | 6               |

## Финальный круг
| Штрафных баллов | Участник 1    | Результат   | Участник 2    | Штрафных баллов |
| --------------- | ------------- | ----------- | ------------- | --------------- |
| 4               | Кюёсти Луукко | Туше (7:29) | Йожеф Туньоги | 6               |
| 3               | Ивар Юханссон | Туше (2:10) | Боб Хесс      | 6               |